# ヌママツ
ヌママツ（沼松、学名: Pinus serotina）とは、マツ科マツ属の常緑高木。

## 特徴
北米大陸東部のニュージャージー州、デラウェア州、メリーランド州、ヴァージニア州、ノースカロライナ州、サウスカロライナ州、ジョージア州、フロリダ州付近が原産地。
樹高は20メートルほどになる。主な英名はポンドパイン（Pond pine：池のマツ）、マーシュパイン（Marsh pine：湿地帯のマツ）で、和名のヌママツはそれらを意訳したもの。
リギダマツのように幹から直接葉を生じることが多い。

## 分布・生育地
北アメリカ東部原産。

## ギャラリー

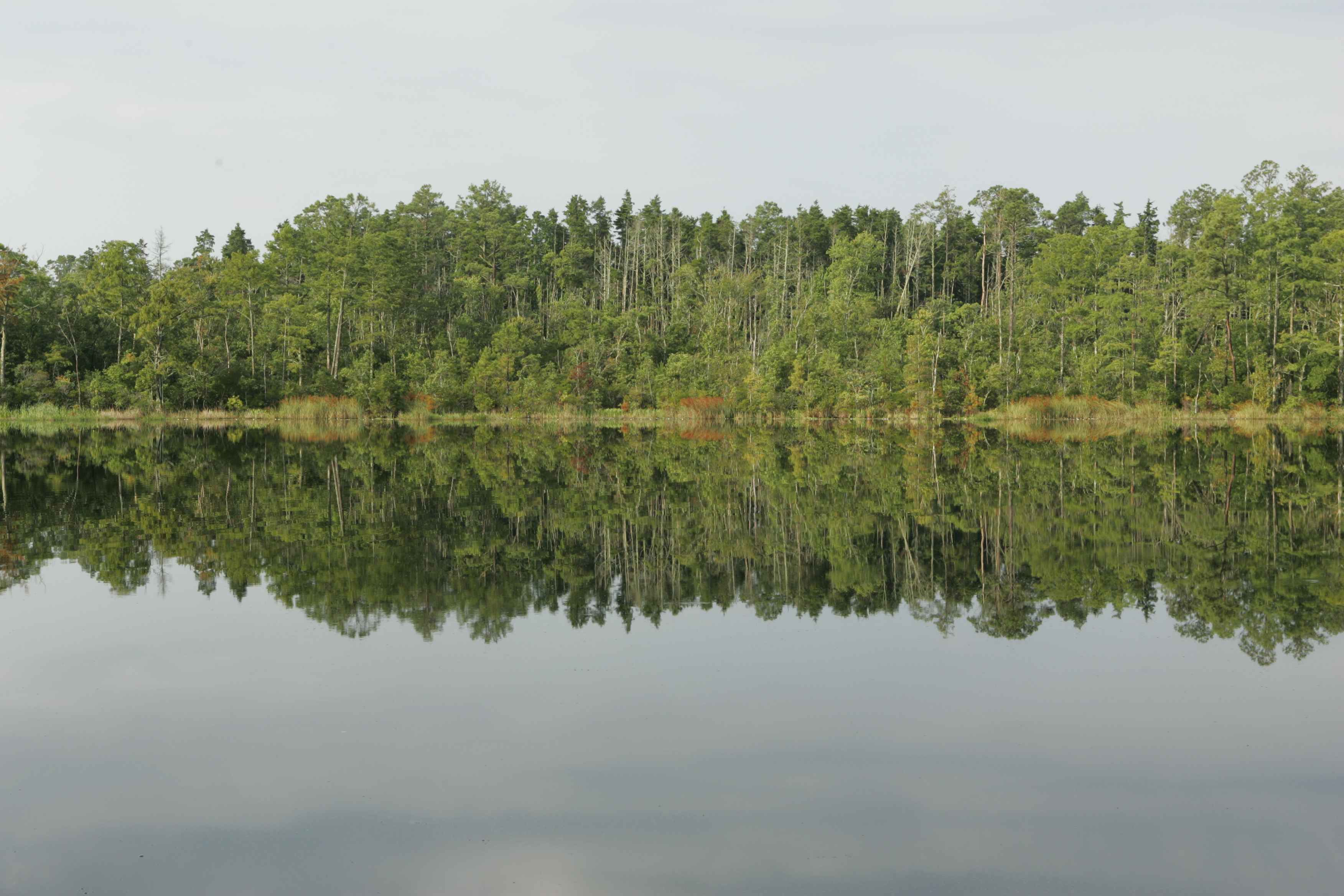
水辺のヌママツ林
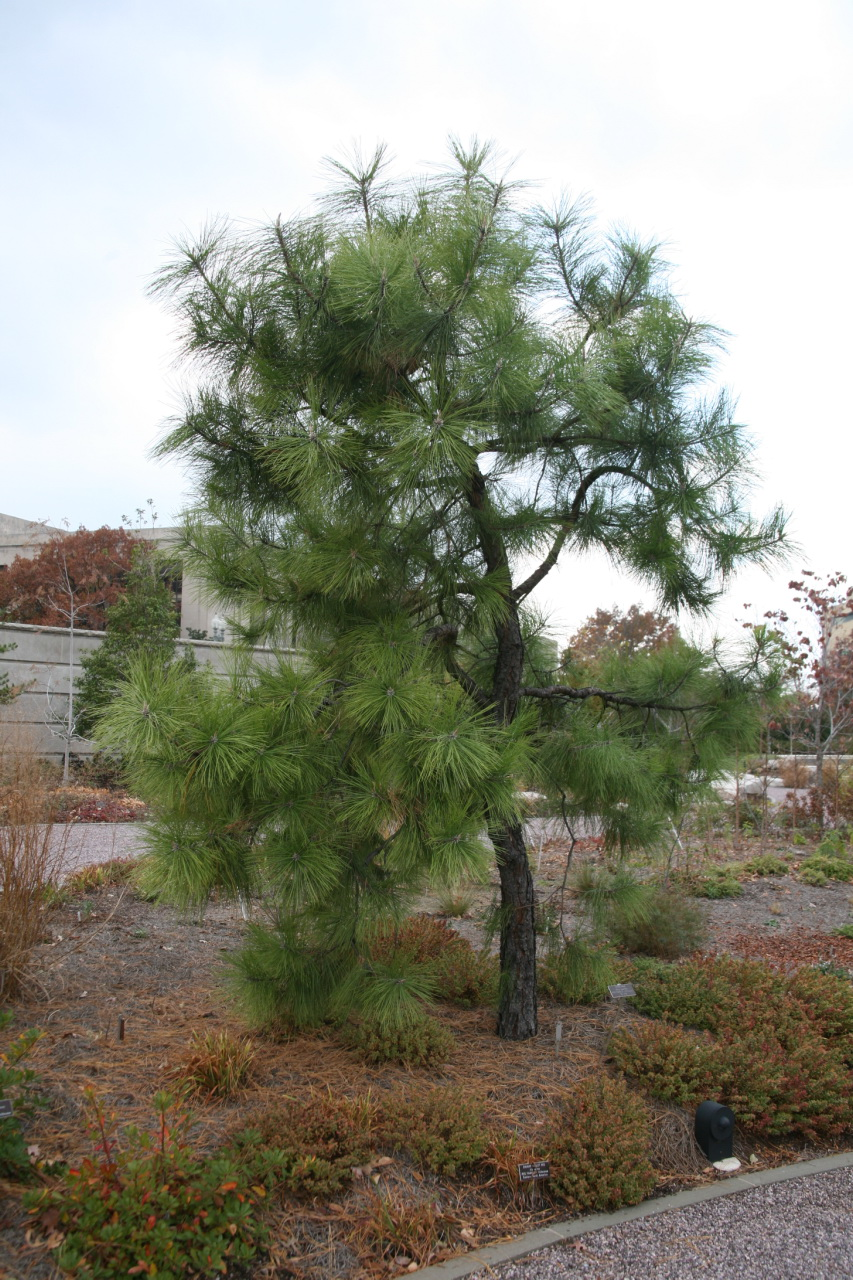
ヌママツ
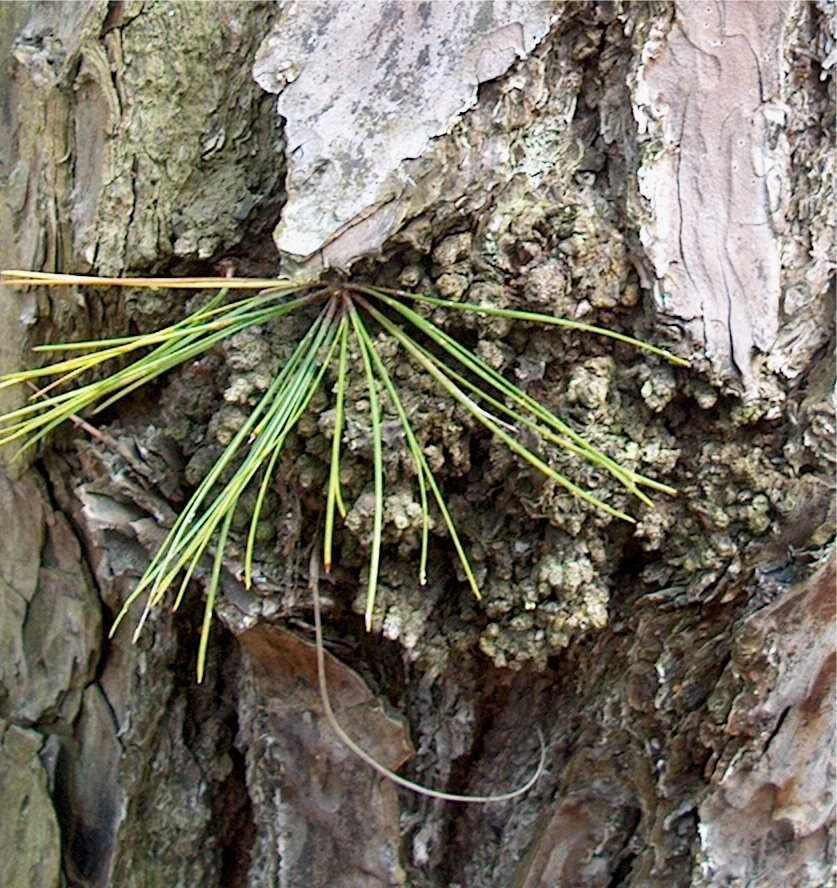
幹から生えた葉
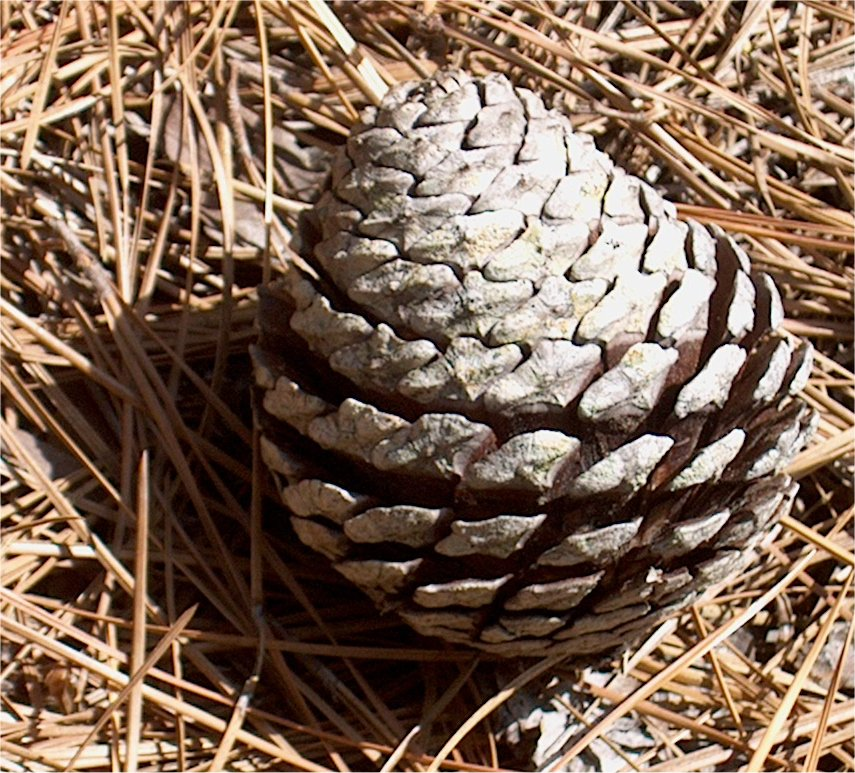
ヌママツの球果